# Hoshin moosool
 (octobre 2018).
Si vous disposez d'ouvrages ou d'articles de référence ou si vous connaissez des sites web de qualité traitant du thème abordé ici, merci de compléter l'article en donnant les références utiles à sa vérifiabilité et en les liant à la section « Notes et références ».
Le hoshin moosool est un art martial de self-defense créé dans les années 1990 par le maître Lee Kwan-Young.
Le hoshin moosool est une synthèse de plusieurs arts martiaux coréens, le hapkido et le taekwondo traditionnel.

## Histoire
Après avoir été formateur au sein de la police, de l'armée et des forces spéciales, en qualité de spécialiste des arts martiaux, Lee Kwan-Young a mis au point le hoshin moosool à la fin des années 1990. Cet art martial dont le nom veut dire self-defense en coréen, trouve son efficacité dans l'étude de l'anatomie et des points vitaux. Synthèse des arts martiaux coréens que sont l'hapkido et le taekwondo traditionnel, le hoshin moosool vise l'efficacité et la réalité du combat, sans recherche esthétique.

## Technique
L'essentiel du travail des pratiquants de hoshin moosool se concentre sur l'apprentissage et le perfectionnement de techniques de base comprenant : coups de poing, coups de pied, clés articulaires, chutes et roulades. Ce sont de ces techniques de base parfaitement maîtrisées que découlent les enchaînements plus complexes utilisant aussi les balayages et les projections. L'objectif est la possibilité d'emploi sur le terrain en autodéfense, indépendamment de tout aspect esthétique.

## Tenue
Le hoshin moosool se pratique dans la tenue traditionnelle des arts martiaux coréens appelée dobok. La tenue est composée d'un pantalon noir et d'une veste blanche fermée par une ceinture.

## Grades
Il faut trois à quatre ans de pratique pour la formation de base qui permet d'obtenir la ceinture noire.
| Blanche |
| Jaune   |
| Bleu    |
| Rouge   |
| Noire   |